# Kryva Balka
Kryva Balka  (ucraniano: Крива Балка) es una localidad del Raión de Bilhorod-Dnistrovskyi en el Óblast de Odesa de Ucrania. Ubicado al sur del país, en las coordenadas 46°11′38″N 29°53′40″E / 46.19389, 29.89444. Según el censo de 2001, tiene una población de 1574 habitantes. 